# Gideon Greif
Gideon Greif (né en 1951) est un historien israélien spécialisé dans l'histoire de la Shoah, en particulier l'histoire du camp de concentration et d'extermination d'Auschwitz. Depuis 2011, il est Professeur de l'histoire Juives et Israéliennes à Schusterman le Centre d'Études Juives à l'Université du Texas à Austin.
En février 2019, il a été nommé par les dirigeants  de l’entité serbe de Bosnie-Herzégovine à la tête d’une commission chargée d’evaluer l’histoire du massacre de Srebrenica, reconnu en tant que génocide dans tous les jugements par des tribunaux internationaux. Cette nomination a suscité la controverse du fait des intentions négationnistes imputées aux autorités à l'origine de la création de la commission dite d'experts.( « Western Diplomats Criticise Bosnian Serb Srebrenica Commission », sur Balkan Insight (consulté le 9 février 2019))

## Biographie
Il termine son école secondaire en 1969 à Tel Aviv. De 1974 à 1976 il étudie à l'Université de Tel Aviv. Il devient historien. De 1996 à 2001 il étudie à l'Université de Vienne.
En 1993, il se rend à Auschwitz avec plusieurs anciens détenus. Il participe à l'exposition sur Adolf Eichmann en avril 2011 à Yad Vashem à Jérusalem.